# Nombre de Brinkman
Pour les articles homonymes, voir Brinkman.
Le nombre de Brinkman {\displaystyle (Br)} est un nombre sans dimension utilisé en transfert thermique et sert principalement pour la mise en forme de liquide visqueux tels les polymères. Il donne le rapport entre l'énergie des forces visqueuses dissipée et l'énergie transférée par conduction thermique. 
Ce nombre porte le nom d'Henty Coenraad Brinkman, physicien néerlandais.
On le définit de la manière suivante :
{\displaystyle Br={\frac {\mu \;v^{2}}{\lambda \;\Delta T}}}
avec :
- λ - conductivité thermique
- v - vitesse
- ΔT - différence de température
- μ - viscosité

Ce nombre est utilisé dans des problèmes de lubrification ou en mise en forme de polymère à l'aide d'une extrudeuse. Plus le nombre est élevé, plus l'énergie dissipée par les forces visqueuses est importante par rapport à l'évacuation de cette énergie, ce qui indique une hausse de température.